# Cleora consimilaria
Cleora consimilaria är en fjärilsart som beskrevs av Philogène Auguste Joseph Duponchel 1829. Cleora consimilaria ingår i släktet Cleora och familjen mätare. Inga underarter finns listade i Catalogue of Life.